# Alfonso Mandelli
Alfonso Mandelli (1850 – 1927) è stato un politico italiano.

## Biografia
Nato nel 1850 a Cremona, prese parte alle lotte risorgimentali sin da giovanissimo, e combatté nella campagna garibaldina del 1867 a soli diciassette anni. Nel 1878 fu tra i fondatori della Società cremonese di cremazione e tra gli ideatori dell'ospedale pediatrico cittadino.
A sessantacinque anni si arruolò volontario nella prima guerra mondiale. In seguito, aderì al fascismo e fu sindaco di Cremona dal 1923 al 1926, anno in cui venne istituita la carica del podestà.
Fu anche scrittore di storia locale e poeta dialettale, impegnandosi nell'affermare una validità poetica del cremonese.